# Grasshopper Club Zürich 2023-2024
Questa voce raccoglie le informazioni riguardanti il Grasshopper Club Zürich nelle competizioni ufficiali della stagione 2023-2024.

## Rosa
Aggiornata al 30 novembre 2023.
| N. |                        | Ruolo | Calciatore              |
| -- | ---------------------- | ----- | ----------------------- |
| 2  | Paesi Bassi (bandiera) | D     | Dirk Abels              |
| 4  | Lettonia (bandiera)    | D     | Kristers Tobers         |
| 5  | Australia (bandiera)   | D     | Joshua Laws             |
| 6  | Albania (bandiera)     | C     | Amir Abrashi (capitano) |
| 7  | Camerun (bandiera)     | C     | Tsiy William Ndenge     |
| 8  | Svizzera (bandiera)    | A     | Giotto Morandi          |
| 9  | Svizzera (bandiera)    | A     | Bradley Fink            |
| 10 | Germania (bandiera)    | C     | Meritan Shabani         |
| 11 | Svizzera (bandiera)    | C     | Pascal Schürpf          |
| 14 | Francia (bandiera)     | D     | Théo Ndicka Matam       |
| 15 | Giappone (bandiera)    | D     | Ayumu Seko              |
| 17 | Svizzera (bandiera)    | C     | Dion Kacuri             |
| 19 | Canada (bandiera)      | C     | Theo Corbeanu           |
| 20 | Svizzera (bandiera)    | C     | Noah Blasucci           |
| 21 | Australia (bandiera)   | C     | Awer Mabil              |
| 22 | Nigeria (bandiera)     | A     | Francis Momoh           |
| 23 | Svizzera (bandiera)    | P     | Nicolas Glaus           |
| 24 | Filippine (bandiera)   | D     | Michael Kempter         |

| N. |                               | Ruolo | Calciatore         |
| -- | ----------------------------- | ----- | ------------------ |
| 26 | Estonia (bandiera)            | D     | Maksim Paskotši    |
| 29 | Austria (bandiera)            | P     | Manuel Kuttin      |
| 40 | Germania (bandiera)           | C     | Robin Kalem        |
| 53 | Svizzera (bandiera)           | D     | Tim Meyer          |
| 55 | Svizzera (bandiera)           | C     | Damian Nigg        |
| 57 | Albania (bandiera)            | D     | Elvir Zukaj        |
| 71 | Svizzera (bandiera)           | P     | Justin Hammel      |
| 73 | Kosovo (bandiera)             | D     | Florian Hoxha      |
| 74 | Svizzera (bandiera)           | A     | Elmin Rastoder     |
| 77 | Svizzera (bandiera)           | A     | Filipe de Carvalho |
| 99 | Macedonia del Nord (bandiera) | A     | Dorian Babunski    |
|    | Svizzera (bandiera)           | C     | Nahom Tesfom       |
|    | Svizzera (bandiera)           | C     | Tariq Blake        |
|    | Cina (bandiera)               | C     | Jia Boyan          |
|    | Kosovo (bandiera)             | D     | Sead Ahmeti        |
|    | Svizzera (bandiera)           | C     | Moaed El Jaouzy    |
|    | Svizzera (bandiera)           | C     | Diego Poloni       |
|    | Kosovo (bandiera)             | C     | Dior Gerbovci      |

## Organigramma societario
Area tecnica
- Allenatore: Bruno Berner
- Allenatore in seconda: Aurélien Mioch, Burim Kukeli,
- Preparatore dei portieri: Jörg Stiel

### Sessione estiva
| Acquisti | Acquisti          | Acquisti           | Acquisti |
| R.       | Nome              | da                 | Modalità |
| -------- | ----------------- | ------------------ | -------- |
| A        | Dorian Babunski   | Debrecen           |          |
| C        | Awer Mabil        | Cadice             |          |
| D        | Nigel Lonwijk     | Wolverhampton U21  |          |
| D        | Dirk Abels        | Sparta Rotterdam   |          |
| D        | Kristers Tobers   | Lechia Danzica     |          |
| D        | Joshua Laws       | Wellington Phoenix |          |
| D        | Michael Kempter   | San Gallo          |          |
| C        | Pascal Schürpf    | Lucerna            |          |
| P        | Nicolas Glaus     | Stoccarda II       |          |
| A        | Bradley Fink      | Basilea            |          |
| D        | Théo Ndicka Matam | Ostenda            |          |
| D        | Maksim Pakotsi    | Tottenham 2        |          |
| D        | Diego Poloni      | Friburgo           |          |
| A        | Renat Dadaşov     | Hatayspor          |          |
| C        | Theo Corbeanu     | Wolverhampton U21  |          |
| P        | Manuel Kuttin     | svincolato         |          |
| C        | Simone Stroscio   | Sciaffusa          |          |

| Cessioni | Cessioni          | Cessioni            | Cessioni |
| R.       | Nome              | a                   | Modalità |
| -------- | ----------------- | ------------------- | -------- |
| D        | Dominik Schmid    | Basilea             |          |
| D        | Tomás Ribeiro     | Vitória Guimarães   |          |
| P        | André Moreira     | Al-Ra'ed            |          |
| C        | Petar Pusic       | Osijek              |          |
| D        | Noah Loosli       | Bochum              |          |
| C        | Christian Herc    | DAC Dunajská Streda |          |
| A        | Shkelqim Demhasaj | Aarau               |          |
| A        | Renat Dadaşov     | Hatayspor           |          |
| C        | Theo Corbeanu     | Wolverhampton U21   |          |
| D        | Nigel Lonwijk     | Wolverhampton U21   |          |
| A        | Bradley Fink      | Basilea             |          |

## Risultati

### Prima fase, girone di andata
| Arbitro: | Cibelli |

|            |           |                                    |
| Ndenge 23’ | Marcatori | 16’, 61’ Bedia 77’ (rig.) Crivelli |

| Arbitro: | Dudic |

|          |           |             |
| Ilie 43’ | Marcatori | 76’ Morandi |

| Arbitro: | Piccolo |

|                                        |           |           |
| de Carvalho 7’ Morandi 16’ Dadaşov 37’ | Marcatori | 18’ Comas |

| Arbitro: | Schärer |

|                                               |           |         |
| Di Giusto 18’ Turkeš 62’ (rig.) Schneider 84’ | Marcatori | 7’ Fink |

| Arbitro: | Gianforte |

|  |           |            |
|  | Marcatori | 84’ Chader |

| Arbitro: | Turkes |

|                |           |              |
| Danho 62’, 77’ | Marcatori | 21’ Corbeanu |

| Arbitro: | Horisberger |

|            |           |             |
| Ndenge 25’ | Marcatori | 72’ Fazliji |

| Arbitro: | San |

|                             |           |           |
| Krasniqi 37’ Marchesano 73’ | Marcatori | 90’ Hodza |

| Arbitro: | von Mandach |

|  |           |           |
|  | Marcatori | 17’ Itten |

| Arbitro: | Dudic |

|  |           |                             |
|  | Marcatori | 17’, 68’ Mabil 72’ Babunski |

| Arbitro: | Staubli |

|                          |           |             |
| Schürpf 71’ Ndenge 90+3’ | Marcatori | 83’ Hajdari |

### Prima fase, girone di ritorno
| Arbitro: | Schärer |

|                                   |           |            |
| Akolo 1’ Geubbels 35’ Zanotti 40’ | Marcatori | 11’ Ndenge |

| Arbitro: | Piccolo |

|                      |           |  |
| Okou 26’ Jashari 48’ | Marcatori |  |

| Arbitro: | Staubli |

|                                          |           |                    |
| Momoh 26’, 28’, 51’ Mabil 36’ Ndenge 44’ | Marcatori | 3’ Mamba 75’ Mulaj |

| Arbitro: | Horisberger |

|                            |           |  |
| Guillemenot 16’ Cognat 75’ | Marcatori |  |

| Arbitro: | Gianforte |

|                                                       |           |  |
| de Carvalho 46’, 50’ Ndenge 57’ Mabil 65’ Matam 90+3’ | Marcatori |  |

| Arbitro: | Piccolo |

|  |           |              |
|  | Marcatori | 72’ Babunski |

| Arbitro: | Horisberger |

|            |           |              |
| Ndenge 18’ | Marcatori | 58’ Cespedes |

| Arbitro: | Schnyder |

|              |           |  |
| Rrudhani 73’ | Marcatori |  |

| Arbitro: | Staubli |

|                            |           |              |
| Babunski 72’ Schürpf 90+5’ | Marcatori | 20’ Krasniqi |

| Lugano 31 gennaio 2024, ore 20:30 CET 21ª giornata | Lugano | – | Grasshoppers | Stadio di Cornaredo |

| Zurigo 3 febbraio 2024, ore 18:00 CET 22ª giornata | Grasshoppers | – | Winterthur | Stadio Letzigrund |

### Coppa Svizzera
| Arbitro: | Huwiler |

|  |           |                                    |
|  | Marcatori | 8’ Hoxha 19’, 65’ Fink 89’ Schürpf |

| Arbitro: | Schnyder |

|                                        |           |  |
| Sorgić 45+1’, 56’ Ziegler 90+8’ (rig.) | Marcatori |  |